# Ferula heuffelii
Ferula heuffelii là một loài thực vật có hoa trong họ Hoa tán. Loài này được Griseb. ex Heuff. mô tả khoa học đầu tiên năm 1853.